# Bistum Apt

Lage der Diözese Apt, 1789

Das Bistum Apt (lat.: Dioecesis Aptensis) war eine in Frankreich gelegene römisch-katholische Diözese mit Sitz in Apt. 

## Geschichte

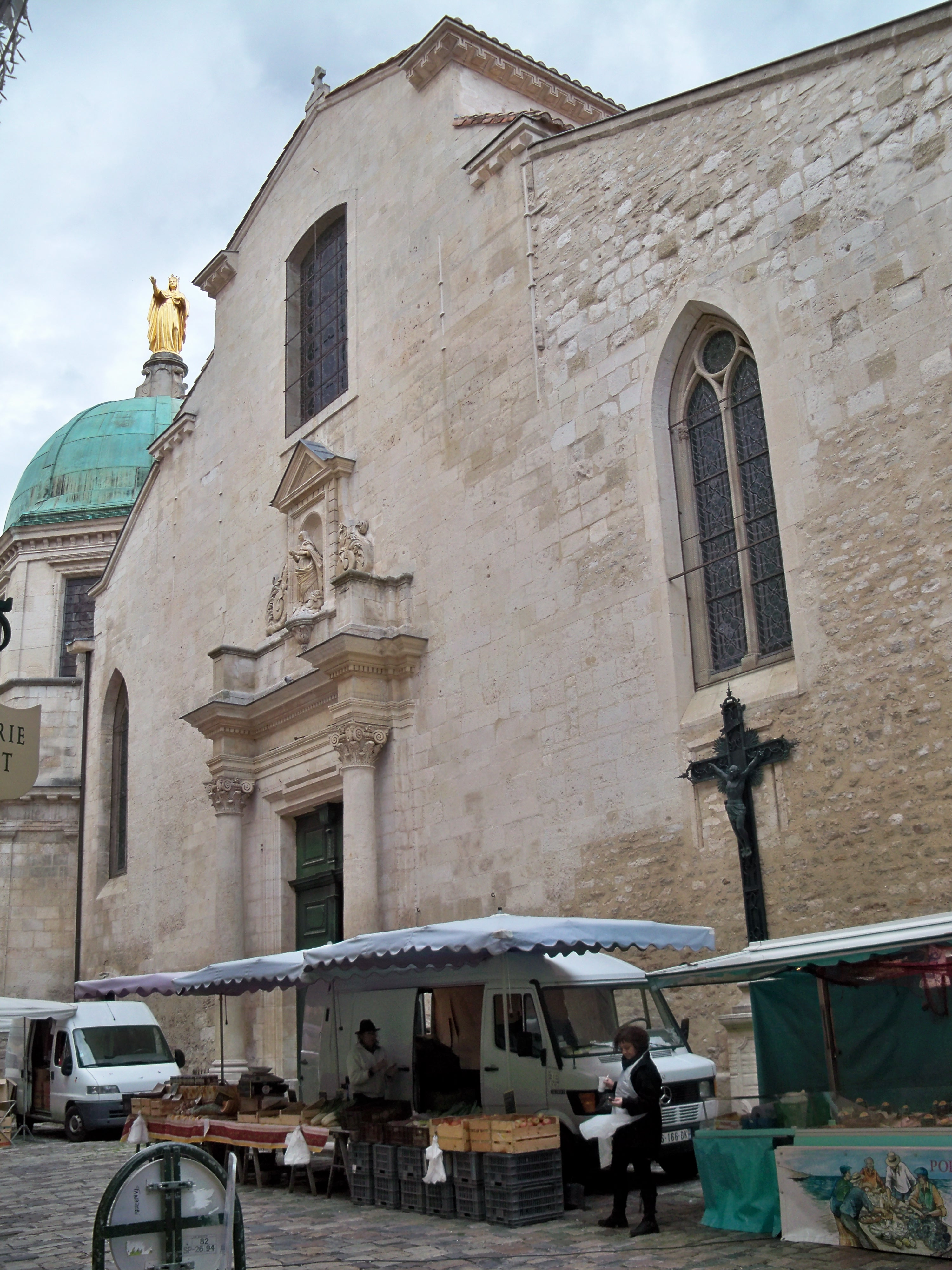
Kathedrale Ste-Anne in Apt

Das Bistum Apt wurde im 3. Jahrhundert errichtet. Erster Bischof war Auspice.
Am 29. November 1801 wurde das Bistum Apt infolge des Konkordates von 1801 durch Papst Pius VII. mit der Päpstlichen Bulle Qui Christi Domini aufgelöst und das Territorium wurde dem Erzbistum Avignon und dem Bistum Digne angegliedert.
Das Bistum Apt war dem Erzbistum Aix als Suffraganbistum unterstellt. Es umfasste 32 Pfarreien.
Am 9. Februar 2009 wurde das Bistum Apt als Titularbistum Apt wiedererrichtet.